# The Satellite
The Satellite (englisch für Der Satellit) ist ein kleiner und 1100 m hoher Berggipfel im ostantarktischen Mac-Robertson-Land. Er durchstößt 5 km südwestlich des Pearce Peak und 13 km östlich des Baillieu Peak den Antarktischen Eisschild. 
Teilnehmer der British Australian and New Zealand Antarctic Research Expedition (1929–1931) unter der Leitung des australischen Polarforschers Douglas Mawson entdeckten und benannten ihn im Februar 1931. Luftaufnahmen der US-amerikanischen Operation Highjump vom 26. Februar 1947 dienten seiner Kartierung.